# Miki Ito
Ne doit pas être confondu avec Miki Ito (idol) ou Miki Itō.
Miki Itō (伊藤 みき, Itō Miki), née le 20 juillet 1987 à Hino, est une skieuse acrobatique japonaise spécialiste de l'épreuve de bosses. Au cours de sa carrière, elle a pris la vingtième place des Jeux olympiques de 2006, aux différents mondiaux auxquels elle a pris part elle a remporté la médaille d'argent des bosses en parallèle lors de l'édition 2009 derrière sa compatriote Aiko Uemura et en a rajouté deux lors de l'édition 2013 à Voss (Norvège). Enfin en coupe du monde, elle a obtenu son premier podium à Myrkdalen-Voss et gagné la manche d'Iwanashiro (Japon) en février 2013.

## Palmarès

### Jeux olympiques d'hiver
| Édition/Discipline   | Bosses |
| Jeux olympiques 2006 | 20e    |
| Jeux olympiques 2010 | 12e    |

### Championnats du monde
| Édition/Discipline | Bosses | Bosses en parallèle |
| Mondiaux 2005      | 21e    | 17e                 |
| Mondiaux 2007      | 17e    | 14e                 |
| Mondiaux 2009      | 4e     | Argent              |
| Mondiaux 2013      | Argent | Argent              |

### Coupe du monde
- Meilleur classement général : 18e en 2009.
- Meilleur classement des bosses : 6e en 2009 et 2013.
- 5 podiums dont 1 victoire.